# Giovanni Francesco Falzacappa
Giovanni Francesco Falzacappa, também chamado Gianfrancesco Falzacappa (Corneto, 7 de abril de 1767 - Roma, 18 de novembro 1840) foi um cardeal italiano.

## Vida
Giovanni Francesco Falzacappa ocupou vários cargos na Cúria Romana. Em 1800, o Papa Pio VII o nomeou secretário da Congregação Especial para a Recuperação de Bens da Igreja Confiscados Durante a Ocupação Francesa. Ele também ocupa um cargo na Congregação das Imunidades. Ele foi deportado para Parma, Alexandria e a ilha de Capraia, porque se recusou a fazer o juramento de lealdade durante a ocupação francesa. Após a Restauração, foi notavelmente secretário da Congregação das Imunidades e da Congregação do Conselho.
Ele foi nomeado arcebispo titular de Atenas em 1819.
O Papa Pio VII criou-o cardeal durante o consistório de10 de março de 1823. Foi nomeado bispo de Ancona em 1823, mas renunciou ao governo de sua diocese no ano seguinte e tornou-se prefeito do Supremo Tribunal da Assinatura Apostólica a partir de 1829.
O cardeal Falzacappa participou do conclave de 1823 em que Leão XII foi eleito, do conclave de 1829 (eleição de Pio VIII) e do conclave de 1830-1831 (eleição de Gregório XVI). Foi Camerlengo do Sagrado Colégio em 1839-1840.
Ele morreu em 18 de novembro de 1840, aos 73 anos.